# Santana (Nordeste)
Santana ist eine portugiesische Gemeinde (Freguesia) im Kreis (Município) Nordeste auf der Azoreninsel São Miguel. In ihr leben 380 Einwohner (Stand 19. April 2021).